# Harrison (hrabstwo Waupaca)
Harrison – miasto w Stanach Zjednoczonych, w stanie Wisconsin, w hrabstwie Waupaca.